# Copa Intercontinental de Fútbol Playa
La Copa Intercontinental de Fútbol Playa es un evento anual patrocinado por Beach Soccer Worldwide que reúne a las mejores selecciones nacionales de fútbol playa a nivel mundial.
Rusia e Irán son los equipos más exitosos, habiendo ganado cuatro torneos cada uno. Irán también es el actual campeón.

## Historia
Debido a la ausencia de torneos internacionales de prestigio una vez finalizada la Copa Mundial de Fútbol Playa de FIFA que se celebra cada dos años, se organizó el evento denominado «Copa Intercontinental» para cerrar cada temporada. De esta manera —y tras la finalización de la Copa Mundial de Fútbol Playa FIFA 2011 en Rávena, Italia—, en el mes de noviembre de este año se realizó con éxito la primera edición en Dubái, que reunió a seis de las mejores selecciones de cada una de las confederaciones que conforman la FIFA, junto a la selección anfitriona y el último campeón del mundo.
De hecho, el emirato había llevado a cabo diversos certámenes internacionales de fútbol playa desde el 2006, por lo que se ha  convertido en una de las mejores plazas para la práctica de este deporte, que ha incluido la organización de la copa del mundo de 2009. Por esta razón, en el mes de junio de 2012 Beach Soccer Worlwide y el Consejo de Deportes de Dubái llegaron a un acuerdo para que esta sede organize el evento hasta el año 2017. En 2017, al final del acuerdo de 5 años, las dos partes extendieron el contrato existente hasta 2020.

## Campeonatos
| Año          | Sede  | Campeón | Final Resultado | Subcampeón | Tercer lugar           | Resultado         | Cuarto lugar           |
| ------------ | ----- | ------- | --------------- | ---------- | ---------------------- | ----------------- | ---------------------- |
| 2011 Detalle | Dubái | Rusia   | 5:4 (t. s.)     | Brasil     | Suiza                  | 4:4 (1:0 pen.)    | Emiratos Árabes Unidos |
| 2012 Detalle | Dubái | Rusia   | 7:4             | Brasil     | Emiratos Árabes Unidos | 8:7 (t. s.)       | Nigeria                |
| 2013 Detalle | Dubái | Irán    | 4:3             | Rusia      | Emiratos Árabes Unidos | 8:7               | Suiza                  |
| 2014 Detalle | Dubái | Brasil  | 3:2 (t. s.)     | Rusia      | Portugal               | 3:0               | Irán                   |
| 2015 Detalle | Dubái | Rusia   | 5:2             | Tahití     | Irán                   | 2:2 (penales) 3:2 | Egipto                 |
| 2016 Detalle | Dubái | Brasil  | 6:2             | Irán       | Rusia                  | 4:3               | Tahití                 |
| 2017 Detalle | Dubái | Brasil  | 2:0             | Portugal   | Irán                   | 4:2               | Rusia                  |
| 2018 Detalle | Dubái | Irán    | 4:2             | Rusia      | Brasil                 | 5:3               | Egipto                 |
| 2019 Detalle | Dubái | Irán    | 6:3             | España     | Emiratos Árabes Unidos | 2:1 (t. s.)       | Rusia                  |
| 2021 Detalle | Dubái | Rusia   | 3:2             | Irán       | Senegal                | 7:4               | Portugal               |
| 2022 Detalle | Dubái | Irán    | 2:1             | Brasil     | Paraguay               | 4:1               | Emiratos Árabes Unidos |

### Palmarés
En cursiva, se indica el torneo en que el equipo fue local.
| País                   | Campeón                    | Subcampeón           | Tercer lugar         | Cuarto lugar   |
| ---------------------- | -------------------------- | -------------------- | -------------------- | -------------- |
| Rusia                  | 4 (2011, 2012, 2015, 2021) | 3 (2013, 2014, 2018) | 1 (2016)             | 2 (2017, 2019) |
| Irán                   | 4 (2013, 2018, 2019, 2022) | 2 (2016, 2021)       | 2 (2015, 2017)       | 1 (2014)       |
| Brasil                 | 3 (2014, 2016, 2017)       | 3 (2011, 2012, 2022) | 1 (2018)             |                |
| Portugal               |                            | 1 (2017)             | 1 (2014)             | 1 (2021)       |
| Tahití                 |                            | 1 (2015)             |                      | 1 (2016)       |
| España                 |                            | 1 (2019)             |                      |                |
| Emiratos Árabes Unidos |                            |                      | 3 (2012, 2013, 2019) | 2 (2011, 2022) |
| Suiza                  |                            |                      | 1 (2011)             | 1 (2013)       |
| Senegal                |                            |                      | 1 (2021)             |                |
| Paraguay               |                            |                      | 1 (2022)             |                |
| Egipto                 |                            |                      |                      | 2 (2016, 2018) |
| Nigeria                |                            |                      |                      | 1 (2012)       |

## Clasificación general
Actualizado a la edición 2021.
| Pos. | Selección              | Part. | PJ | G  | G+ | GP | P  | GF  | GC  | Dif  | Pts |
| ---- | ---------------------- | ----- | -- | -- | -- | -- | -- | --- | --- | ---- | --- |
| 1    | Rusia                  | 10    | 50 | 30 | 4  | 3  | 13 | 250 | 163 | +87  | 101 |
| 2    | Brasil                 | 8     | 40 | 30 | 2  | 1  | 7  | 233 | 115 | +118 | 95  |
| 3    | Irán                   | 9     | 45 | 27 | 1  | 7  | 10 | 182 | 130 | +52  | 90  |
| 4    | Emiratos Árabes Unidos | 11    | 55 | 19 | 3  | 3  | 30 | 172 | 217 | –45  | 66  |
| 5    | Portugal               | 4     | 20 | 10 | 0  | 1  | 9  | 75  | 79  | –4   | 31  |
| 6    | Japón                  | 5     | 23 | 10 | 0  | 0  | 13 | 101 | 98  | +3   | 30  |
| 7    | Egipto                 | 5     | 25 | 9  | 1  | 0  | 15 | 96  | 119 | –23  | 29  |
| 8    | Tahití                 | 5     | 21 | 7  | 1  | 0  | 13 | 86  | 108 | –22  | 23  |
| 9    | Paraguay               | 3     | 15 | 6  | 1  | 0  | 8  | 66  | 64  | +2   | 20  |
| 10   | España                 | 4     | 20 | 6  | 0  | 1  | 13 | 83  | 87  | –4   | 19  |
| 11   | Suiza                  | 3     | 13 | 5  | 1  | 1  | 6  | 77  | 66  | +11  | 18  |
| 12   | México                 | 5     | 23 | 4  | 0  | 0  | 19 | 66  | 94  | –28  | 12  |
| 13   | Senegal                | 1     | 5  | 3  | 0  | 0  | 2  | 29  | 24  | +5   | 9   |
| 14   | Italia                 | 2     | 10 | 3  | 0  | 0  | 7  | 44  | 54  | –10  | 9   |
| 15   | Nigeria                | 2     | 8  | 3  | 0  | 0  | 5  | 36  | 46  | –10  | 9   |
| 16   | Estados Unidos         | 5     | 23 | 3  | 0  | 0  | 20 | 61  | 133 | –72  | 9   |
| 17   | Marruecos              | 2     | 10 | 2  | 1  | 0  | 7  | 35  | 44  | –9   | 8   |
| 18   | Polonia                | 1     | 5  | 1  | 0  | 2  | 2  | 17  | 18  | –1   | 5   |
| 19   | Omán                   | 1     | 3  | 0  | 0  | 0  | 3  | 6   | 16  | –10  | 0   |
| 20   | Argentina              | 1     | 5  | 0  | 0  | 0  | 5  | 14  | 27  | –13  | 0   |
| 21   | Arabia Saudita         | 1     | 5  | 0  | 0  | 0  | 4  | 3   | 30  | –27  | 0   |

## Premios y reconocimientos
| Año  | Goleador                                                      | Goles | Mejor jugador       | Mejor portero      | Ref. |
| ---- | ------------------------------------------------------------- | ----- | ------------------- | ------------------ | ---- |
| 2011 | Dejan Stankovic                                               | 12    | Dejan Stankovic     | Mão                |      |
| 2012 | Fernando DDI                                                  | 10    | Egor Shaykov        | Andrey Bukhlitskiy |      |
| 2013 | Dejan Stankovic                                               | 17    | Mohammad Ahmadzadeh | Andrey Bukhlitskiy |      |
| 2014 | Bruno Xavier Dmitry Shishin Mohammad Ahmadzadeh Takasuke Goto | 6     | Mão                 | Mão                |      |
| 2015 | Mohamed Gamal                                                 | 9     | Yury Krasheninnikov | Humaid Albalooshi  |      |
| 2016 | Bruno Xavier                                                  | 8     | Bruno Xavier        | Peyman Hosseini    |      |
| 2017 | Jordan Santos                                                 | 8     | Rodrigo             | Mão                |      |
| 2018 | Fedor Zemskov                                                 | 9     | Rodrigo             | Hamid Behzadpour   |      |
| 2019 | Amir Akbari                                                   | 6     | Waleed Beshr        | Mohamad Al Jasmi   |      |
| 2021 | Chiky Ardil                                                   | 9     | Boris Nikonorov     | Hamid Behzadpour   |      |
| 2022 | Carlos Carballo                                               | 8     | Amir Hossein Akbari | Hamid Behzadpour   |      |

## Mayores anotadores
Actualizado a la edición 2019
| Jugador             | Selección       | Goles |
| ------------------- | --------------- | ----- |
| Bruno Xavier        | Brasil          | 42    |
| Dejan Stanković     | Rusia           | 37    |
| Mohammad Ahmadzadeh | Irán            | 32    |
| Dmitry Shishin      | Rusia           | 28    |
| Yuri Krasheninnikov | Rusia           | 25    |
| Alexey Makarov      | Rusia           | 24    |
| Rodrigo             | Brasil          | 23    |
| Ali Karim           | Emiratos Árabes | 23    |

## Desempeño
| Equipos \ Años         | 2011 | 2012 | 2013 | 2014 | 2015 | 2016 | 2017 | 2018 | 2019 | 2021 | 2022 | Part. |
| ---------------------- | ---- | ---- | ---- | ---- | ---- | ---- | ---- | ---- | ---- | ---- | ---- | ----- |
| Arabia Saudita         | ×    | ×    | ×    | ×    | ×    | ×    | ×    | ×    | ×    | ×    | 8º   | 1     |
| Argentina              | ×    | ×    | ×    | ×    | 8º   | ×    | ×    | ×    | ×    | ×    | ×    | 1     |
| Brasil                 | 2º   | 2º   | 5º   | 1º   | ×    | 1º   | 1º   | 3º   | ×    | ×    | 2º   | 8     |
| Egipto                 | ×    | ×    | ×    | ×    | 4º   | 6º   | 6º   | 4º   | 6º   | ×    | ×    | 5     |
| Irán                   | ×    | ×    | 1º   | 4º   | 3º   | 2º   | 3º   | 1º   | 1º   | 2º   | 1º   | 9     |
| Italia                 | ×    | ×    | 6º   | ×    | ×    | ×    | ×    | ×    | 7º   | ×    | ×    | 2     |
| Japón                  | ×    | 7º   | ×    | 7º   | ×    | ×    | ×    | ×    | 5º   | 5º   | 5º   | 5     |
| México                 | 6º   | ×    | 7º   | ×    | 7º   | ×    | 8º   | ×    | 8º   | ×    | ×    | 5     |
| Marruecos              | ×    | ×    | 8º   | 5º   | ×    | ×    | ×    | ×    | ×    | ×    | ×    | 2     |
| Nigeria                | 5º   | 4º   | ×    | ×    | ×    | ×    | ×    | ×    | ×    | ×    | ×    | 2     |
| Omán                   | 7º   | ×    | ×    | ×    | ×    | ×    | ×    | ×    | ×    | ×    | ×    | 1     |
| Paraguay               | ×    | ×    | ×    | ×    | ×    | ×    | 7º   | ×    | ×    | 7º   | 3º   | 3     |
| Polonia                | ×    | ×    | ×    | ×    | ×    | 5º   | ×    | ×    | ×    | ×    | ×    | 1     |
| Portugal               | ×    | ×    | ×    | 3º   | 6º   | ×    | 2º   | ×    | ×    | 4º   | ×    | 4     |
| Rusia                  | 1º   | 1º   | 2º   | 2º   | 1º   | 3º   | 4º   | 2º   | 4º   | 1º   | ×    | 10    |
| España                 | ×    | ×    | ×    | ×    | ×    | ×    | ×    | 6º   | 2º   | 6º   | 7º   | 4     |
| Suiza                  | 3º   | 5º   | 4º   | ×    | ×    | ×    | ×    | ×    | ×    | ×    | ×    | 3     |
| Senegal                | ×    | ×    | ×    | ×    | ×    | ×    | ×    | ×    | ×    | 3º   | ×    | 1     |
| Tahití                 | 8º   | 6º   | ×    | ×    | 2º   | 4º   | ×    | 8º   | ×    | ×    | ×    | 5     |
| Emiratos Árabes Unidos | 4º   | 3º   | 3º   | 6º   | 5º   | 7º   | 5º   | 7º   | 3º   | 8º   | 4º   | 11    |
| Estados Unidos         | ×    | 8º   | ×    | 8º   | ×    | 8º   | ×    | 5º   | ×    | ×    | 6º   | 5     |

### Simbología
| - 1º – Campeón - 2º – Finalista - 3º – 3º Lugar - 4º – 4º Lugar | - 5º-8º — Quinto al octavo lugar - × — No participó - — Anfitrión - — Campeones mundiales reinantes |